# Ann Sothern
Harriette Arlene Lake (ur. 22 stycznia 1909 w Valley City, zm. 15 marca 2001 w Ketchum) – amerykańska aktorka, nominowana do Oscara za rolę drugoplanową w filmie Sierpniowe wieloryby.